# نييفرو (آن)
نييفرو (بالفرنسية: Niévroz)‏ هي بلدية فرنسية تقع في إقليم الآن في فرنسا. رمز إنسي لها هو:1276. أما الرمز البريدي لها فهو: 1120.